# Mecyclothorax bradyderus
Mecyclothorax bradyderus är en skalbaggsart som först beskrevs av Sharp 1903.  Mecyclothorax bradyderus ingår i släktet Mecyclothorax och familjen jordlöpare. Inga underarter finns listade i Catalogue of Life.